# 国家登山滑雪学校
国立滑雪登山学校（École nationale des sports de montagne，ENSM）通称法国国家滑雪登山学校，是世界上第一所登山学校，位于霞慕尼。
它是法国政府为了培养登山运动人才和高山向导，于1943年建立的。学校由法国体育部的直接管辖。它的使命是“发展和提高山地运动水平，研究和分析山岳安全风险，训练高水平运动员”。
法国国家滑雪登山学校有着严格的培训，考核，认证体系。经过几十年的发展，培养了一大批国际顶尖的向导和登山家，在法国，登山向导对顾客的行为承担法律责任。这些以技术高超、经验丰富，责任感强而著称的向导们在全世界都享有盛誉。

## 开设项目
- 登山向导
- 滑雪教练
- 滑翔伞教练

## 任职的著名登山家
- Armand Charlet（主管）
- Patrick Berhault
- René Desmaison（技术指导）
- Gaston Rébuffat
- Lionel Terray（技术指导）